# Scolecoseps litipoensis
Scolecoseps litipoensis là một loài thằn lằn trong họ Scincidae. Loài này được Broadley miêu tả khoa học đầu tiên năm 1995.